# Kazimierz Nycz
Kazimierz Nycz, né le 1er février 1950 à Stara Wieś en Pologne, est un cardinal polonais, archevêque de Varsovie de 2007 à 2024.

## Biographie
Kazimierz Nycz est ordonné diacre le 8 mai 1972 par Karol Wojtyla, archevêque de Cracovie et futur pape sous le nom de Jean-Paul II pour le diocèse de Cracovie. Il est ordonné prêtre un an plus tard, le 20 mai 1973, par Julian Groblicki (pl) évêque auxiliaire de Cracovie.
Il exerce la fonction de vicaire à la paroisse Sainte Élisabeth à Jaworzno entre 1973 et 1975 et différentes autres fonctions dans le diocèse de Cracovie.
Jean-Paul II le nomme évêque titulaire (ou in partibus) de Villa Regis (de) (en Numidie) le 14 mai 1988, pour être évêque auxiliaire de Cracovie. Il est consacré le 4 juin suivant par le cardinal Franciszek Macharski, archevêque de Cracovie.
Il est nommé évêque de Koszalin-Kołobrzeg le 9 juin 2004. Benoît XVI lui confie l'archidiocèse de Varsovie le 3 mars 2007. Il y succède à Stanisław Wojciech Wielgus, démissionnaire avant même d'avoir été installé. Il démission le 4 novembre 2024, et est remplacé par Adrian Joseph Galbas (en).

### Cardinal
Il est créé cardinal par Benoît XVI lors du consistoire du 20 novembre 2010. Il reçoit alors le titre de cardinal-prêtre des Santi Silvestro e Martino ai Monti.
Le 29 décembre 2010 il est nommé membre de la Congrégation pour le culte divin et la discipline des sacrements et de la Congrégation pour le clergé.
Il participe au conclave de 2013 qui élit François et à celui de 2025 qui élit Léon XIV.

## Prises de position

### Mariage homosexuel
À son initiative, dix mille Polonais et Français selon la police et les organisateurs, manifestent le 26 mai 2013 à Varsovie, en soutien aux opposants au mariage homosexuel français. La marche a alors pour mots d’ordre la protection de la famille traditionnelle et la lutte contre l’avortement.

## Succession apostolique
Kazimierz Nycz a ordonné les évêques suivants :
- Archevêque Mirosław Adamczyk (2013)
- Évêque Rafał Markowski (pl) (2013)
- Archevêque Józef Górzyński (pl) (2013)
- Évêque Michał Janocha (pl) (2015)